# بزرگراه سرداران (شیراز)
بزرگراه سرداران یکی از بزرگراه های شهر شیراز است که در راستای شمال شرق شهر طراحی شده،این بزرگراه از پل غدیر شروع شده و پس از طی کردن: پل تخت جمشید، تقاطع غیر همسطح نصر ، تقاطع غیر همسطح رسول اعظم ، پل فضیلت سرداران و زیرگذر دلگشا به بلوار هفت تنان میرسد و همچنین این بزرگراه از طریق این بلوار به میدان طاووس در مجاورت دروازه قرآن دسترسی دارد.قسمت های مختلف این بزرگراه به ترتیب زیر نظر مناطق ۱۱ و ۳ شهرداری شیراز محسوب میشوند.
این بزرگراه دارای سه لاین اصلی تندرو و دو لاین کندرو است و طول این بزرگراه ۴ کیلومتر است.بسیاری از خیابان هاو کوچه های اطراف این بزرگراه داری سراشیبی هستند چرا که این بزرگراه در دامنه کوه های شرقی و شمال شرقی شیراز ساخته شده است و ضف عمده این بزرگراه عدم ساخت دو تقاطع غیر همسطح جهت ایمن سازی کافی و وجود دور برگردان های همسط می باشد که شهرداری شیراز تا کنون قدمی جهت رفع مشکل برنداشته است 

## امکانات و اماکن مهم
- شرکت نفت فلات قاره
- بخشداری شیراز
- باغ دلگشا
- پارک کوهستانی بوستان
- شهرداری منطقه یازده شیراز

## تقاطع‌ها
| شمال به جنوب     | شمال به جنوب        | شمال به جنوب |
| ---------------- | ------------------- | ------------ |
| پل غدیر          |                     |              |
|                  | بلوار پروین اعتصامی |              |
| پل تخت جمشید     | بلوار تخت جمشید     |              |
| پل فضیلت سرداران | تونل سعدی           |              |
| زیرگذر دلگشا     | بلوار بوستان        |              |
| بلوار هفت‌تنان    |                     |              |
| شمال به شرق      |                     |              |

## تاریخچه
بزرگراه سرداران در اواسط دهه ی هفتاد و به منظور راه دسترسی بزرگراه رحمت و بلوار مدرس به دروازه قرآن احداث شد. این بزرگراه از طریق پل غدیر به مناطق غربی و همچنین مرکزی شیراز دسترسی دارد. بزرگراه سرداران از پل غدیر  تا پل دلگشا چهار بانده است.